# Steinhausen
Steinhausen je obec (malé město) v německy mluvící části Švýcarska v kantonu Zug. Leží na Švýcarské plošině, 3 kilometry severozápadně od hlavního města Zugu a 20 kilometrů jižně od Curychu. Žije zde přibližně 10 tisíc obyvatel.

## Geografie
Steinhausen je rozlohou nejmenší obcí kantonu Zug (5,04 km²). K obci patří kromě jejího centra také osady Bann a Erli.
Obec leží na jižně orientovaném terénu. Nejnižší bod leží v nadmořské výšce 417 m nedaleko břehu Zugského jezera, nejvyšší nadmořská výška je 529 m v nejsevernější části. Steinhausen sousedí na severu s obcemi Knonau a Kappel am Albis v kantonu Curych, na východě s Baarem, na jihu s hlavním městem kantonu, Zugem, a na západě s Chamem.

## Historie

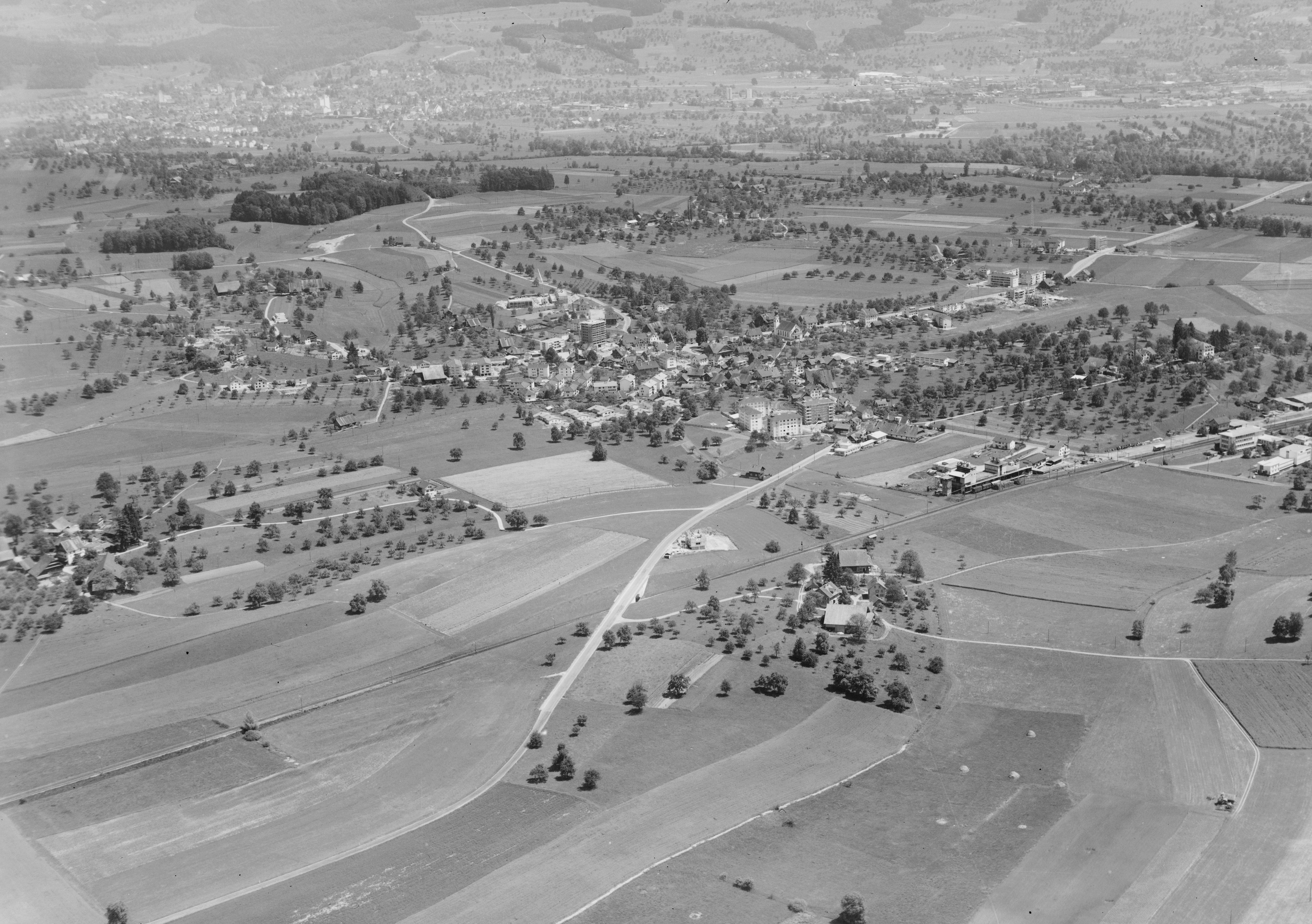
Steinhausen (1962)

Nálezy z oblasti Sennweidu a Sumpfu ukazují, že v oblasti Steinhausenu existovala sídliště již v době kamenné. Až do zániku Staré konfederace na jaře 1798 patřil Steinhausen pod správu města Zug. S nástupem helvétské éry se stal samostatnou obcí (Munizipalität). V roce 1904 bylo na železniční trati Curych–Zug otevřeno nádraží Švýcarských spolkových drah (SBB). Do té doby byl Steinhausen také nejmenší obcí kantonu Zug co do počtu obyvatel. Zemědělská obec měla pouze 80 domů, ale 40 stodol a rostlo zde asi 4 000 jabloní.
Od roku 1945 byl Steinhausen napojen na autobusovou linku. Po roce 1958 se obec začala rychle rozrůstat, což mělo silný vliv na vzhled Steinhausenu. Zatímco v roce 1800 zde žilo asi 500 obyvatel, po roce 1940 se jejich počet zvýšil více než desetinásobně. V letech 1985 až 2005 vznikla městská infrastruktura s mnoha budovami, obchvatem, dálnicí a průmyslovými zónami.

## Obyvatelstvo
| Vývoj počtu obyvatel | Vývoj počtu obyvatel | Vývoj počtu obyvatel | Vývoj počtu obyvatel | Vývoj počtu obyvatel | Vývoj počtu obyvatel | Vývoj počtu obyvatel | Vývoj počtu obyvatel | Vývoj počtu obyvatel | Vývoj počtu obyvatel | Vývoj počtu obyvatel | Vývoj počtu obyvatel | Vývoj počtu obyvatel | Vývoj počtu obyvatel | Vývoj počtu obyvatel | Vývoj počtu obyvatel | Vývoj počtu obyvatel |
| -------------------- | -------------------- | -------------------- | -------------------- | -------------------- | -------------------- | -------------------- | -------------------- | -------------------- | -------------------- | -------------------- | -------------------- | -------------------- | -------------------- | -------------------- | -------------------- | -------------------- |
| Rok                  | 1850                 | 1880                 | 1900                 | 1910                 | 1920                 | 1930                 | 1941                 | 1950                 | 1960                 | 1970                 | 1980                 | 1990                 | 2000                 | 2010                 | 2020                 |                      |
| Počet obyvatel       | 490                  | 468                  | 443                  | 470                  | 560                  | 743                  | 787                  | 1078                 | 1621                 | 4138                 | 6082                 | 7207                 | 8801                 | 9091                 | 10 198               |                      |

## Hospodářství

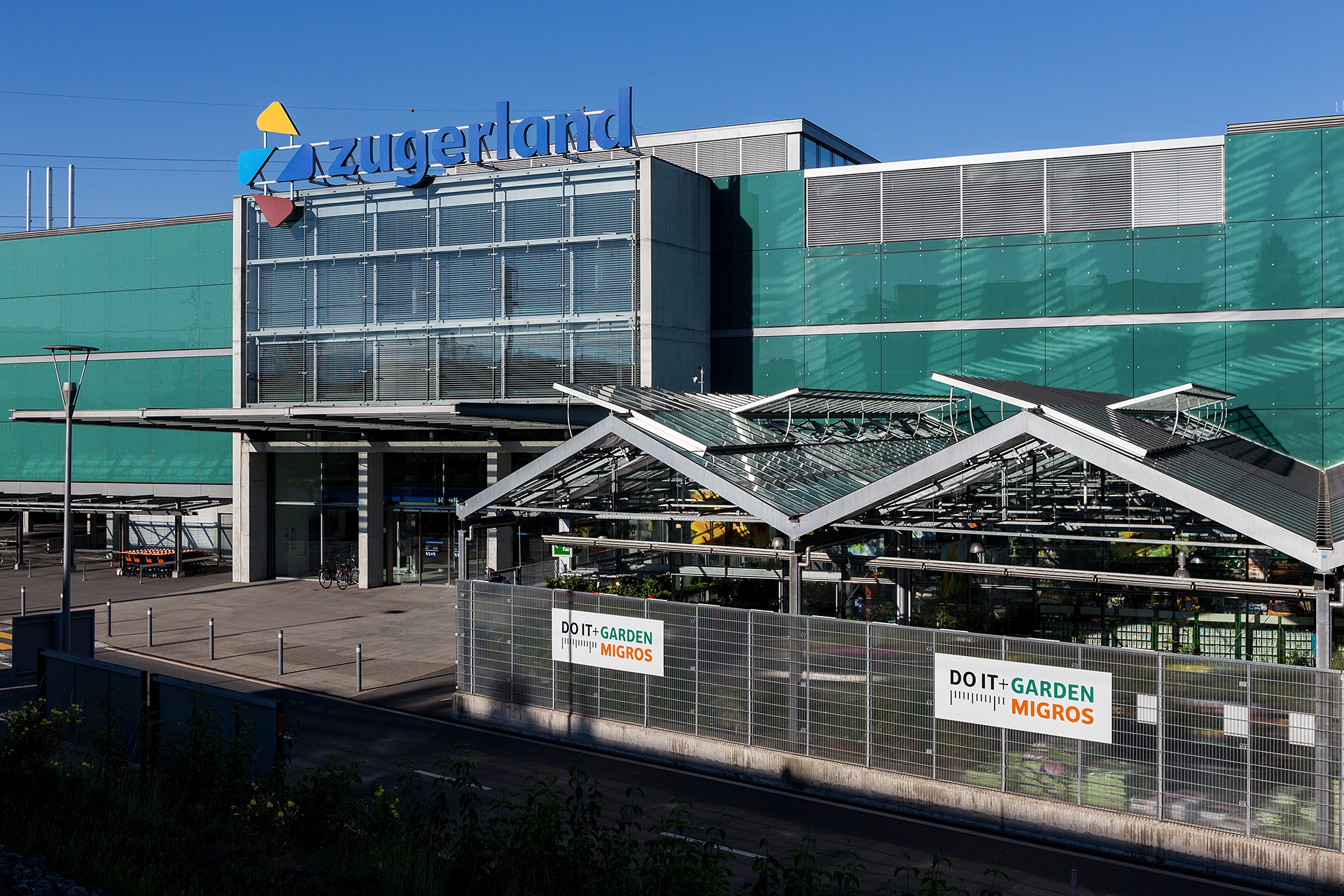
Centrum Zugerland

Díky nízké daňové sazbě v kantonu Zug sídlí ve Steinhausenu nadnárodní společnosti, jako je Carlo Gavazzi Holding, Transocean a Porsche. Z tohoto důvodu byl název Sumpfstrasse na straně Steinhausenu nahrazen názvem Turmstrasse (pojmenovaný podle čtyř věží). Výrobní haly společnosti Swisspor byly 25. května 2007 zcela zničeny požárem na ploše 8 000 m² a následně byly znovu postaveny. Při rozsáhlém požáru bylo nasazeno více než 400 hasičů z kantonů Zug, Lucern a Curych.
Ve Steinhausenu sídlila až do svého zrušení v roce 2018 společnost Crypto AG, která se specializovala na šifrování. Jak bylo uvedeno v roce 2020, od roku 1970 byla společným podnikem německé Spolkové zpravodajské služby a americké CIA (v rámci tzv. Operace Rubikon). Nástupnické společnosti Crypto AG, Crypto International AG a CyOne Security AG mají sídlo ve Steinhausenu.
Nákupní centrum Zugerland patří mezi deset největších nákupních center ve Švýcarsku (podle obratu).

## Doprava
Steinhausenem prochází železniční trať Curych–Zug, otevřená v roce 1864 železniční společností Zürich-Zug-Luzern-Bahn, kterou obsluhuje linka S5 Zug – Affoltern am Albis – Curych HB – Pfäffikon SZ curyšského S-Bahnu. Zastávka Steinhausen Rigiblick byla otevřena v roce 2012. Jižní hranici obce tvoří dálnice A14. Dopravní spolek Zugerland Verkehrsbetriebe provozuje autobusové linky do Chamu, Zugu a Baaru.